# Ernest Sosa
Ernest Sosa (* 17. Juni 1940 in Cárdenas, Kuba) ist einer der einflussreichsten Philosophen der Gegenwart, welche zu Themen der Erkenntnistheorie arbeiten.
Sosa lehrt seit Januar 2007 Philosophie an der Rutgers University. Zuvor war er seit 1964 an der Brown University sowie Gastdozent in Rutgers in den Jahren 1998–2006. Er erwarb seinen BA und MA an der Universität von Miami, seinen PhD in Pittsburgh. Als er danach an die Brown University kam, wurde er besonders beeinflusst durch Roderick Chisholm. Sein Sohn, David Sosa, ist gegenwärtig Associate Professor in Texas, Austin. Ernest Sosa ist Präsident der American Philosophical Association und Herausgeber der Fachzeitschriften Noûs und Philosophy and Phenomenological Research.
Sosa ist nicht nur einer der führenden Epistemologen, sondern hat auch zu Themen der Metaphysik, der neuzeitlichen Philosophie und der Philosophie des Geistes gearbeitet. Sosa ist dafür bekannt, eine auf Tugenden bzw. Werten (virtues) basierende Epistemologie zu verteidigen. Die Wert-Perspektivität unterscheide das Wissen niederer Tiere vom reflexiven Bewusstsein von Menschen.
Als Gastprofessor lehrte Sosa auch an der University of Western Ontario, der University of Miami, der Universidad Nacional Autónoma de México, Harvard University, der University of Michigan, der University of Texas at Austin und der Universidad de Salamanca. Zudem war er als Visiting Fellow am St. Catherines College, Oxford (Trinity, 1997), an der Australian National University in Canberra (2002) und am All Souls College, Oxford (Trinity, 2005).
2001 wurde er in die American Academy of Arts and Sciences gewählt.